# Ga Sai Ma MRT
Ga Sai Ma (tiếng Thái: สถานีไทรม้า, phát âm [sā.tʰǎː.nīː sāj máː]) là một ga Bangkok MRT trên Tuyến Tím. Nhà ga mở cửa ngày 6 tháng 8 năm 2016 trên đường Rattanathibet ở tỉnh Nonthaburi. Nhà ga có bốn lối vào.